# 葛雷琴·莫爾
珂茜·莫爾（英語：Gretchen Mol，1972年11月8日—）是一名美國女演員和前模特兒。她最出名是在HBO電視劇《酒私風雲》（2010年–2014年）中飾演Gillian Darmody。她也演出電影《天才遊戲》（1998年）、《名人百態》（1998年）、《十三度凶間》（1999年）、《傳奇惡女》（2005年）、《決鬥猶馬鎮》（2007年）和《海邊的曼徹斯特》（2016年）。

## 早年
莫爾出生於康涅狄格州的深河，她的母親Janet（娘家姓Morgan）是一位藝術家和教師，而她的父親是RHAM高中的一名學校老師。她與百老匯演員彼得·盧基爾一起就讀高中，並在學校音樂劇和戲劇中與她一起演出。她的兄弟Jim Mol是電影行業的導演和編輯。莫爾在美國音樂及戲劇學院上學，畢業於威廉·埃斯柏工作室。她有一段時間為Angelika電影中心當迎賓員的工作。當她在紐約Michael餐廳當女存放衣帽員時，她被星探注意到，而她正住在地獄廚房的無電梯公寓。

## 舞台劇
莫爾的演藝生涯開始於佛蒙特州的Summer stock theatre劇院，她在那裡扮演了各種角色，包括《Godspell》和《110 in the Shade》。她於2001年在倫敦和紐約的尼爾·拉布特舞台劇《The Shape of Things》中扮演Jenny，並在2003年上映的電影版中重複飾演Jenny。《紐約時報》的評論家班·布蘭特利在評論中說他並不喜歡該舞台劇。2004年，莫爾在百老匯作品《芝加哥》中花了一年的時間唱歌跳舞來飾演蘿西·哈特。在2014年至2015年，莫爾在百老匯首演的普立茲獎得主阿亞德·阿赫塔的舞台劇《Disgraced》中飾演Emily。

## 電影

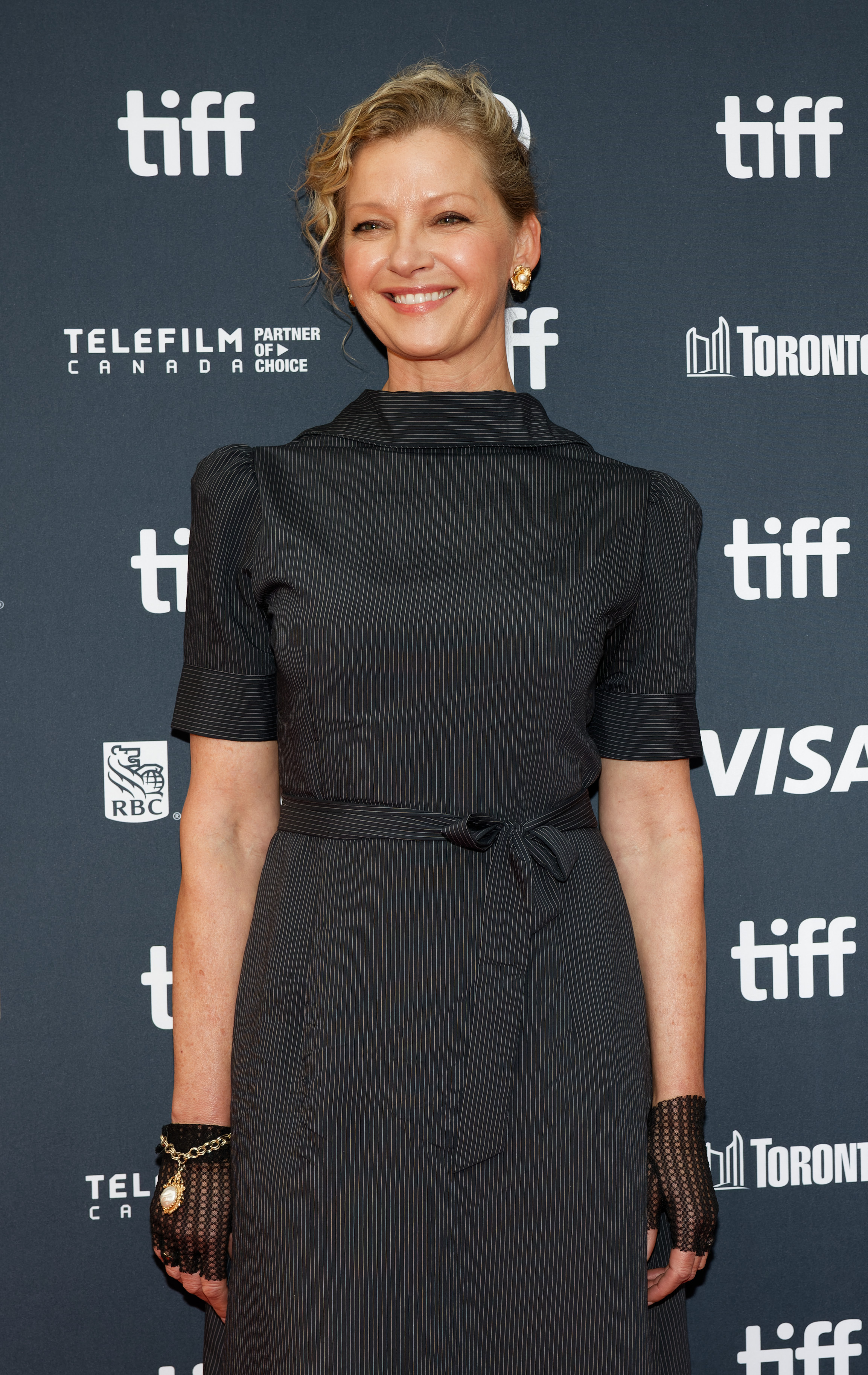
莫爾在2024年多倫多國際影展

1994年，莫爾被攝影師David William Powell看中。他在紐約中央公園拍攝了她的照片，並用看似專業的黑白相片取代她的無代表性作品集，在幾週內將她登上《W》雜誌的封面，而且為她作了「It girl」和「貝蒂·佩吉」形象的鋪墊。不久之後，她結束了短暫的模特兒生涯並全職進入演藝圈。
雖然莫爾飾演的多數角色都是零星的，但她已經演出過30多部長篇電影。她在史碧克·李的1996年電影《熱情Phone Call》中首次演出。她說：「我正在試鏡《指路明燈》，而我很高興我演出一部史碧克·李的電影，只有小部分演出，但突然之間我有史碧克·李在我的簡歷中。我不再為戲份很少的角色而試鏡了」。
《熱情Phone Call》之後，紐約電影製作人阿貝爾·費拉拉注意到她，並揀選她在兩部電影《江湖白事》（1996年）和《新玫瑰旅馆》（1998年）中演出。她在《忠奸人》（1997年）中扮演一個小角色，但到目前為止，她的這個角色只被稱為「女朋友」，她試圖靠在浪漫喜劇電影《親親小情人》（1998年）中飾演與祖迪·羅合演的角色來改變現況。該電影差不多沒有得到影評家和觀眾的注意。
1998年，她在幾部著名的電影中有演出，包括由麥·迪文主演的《天才遊戲》，以及活地·亞倫的《名人百態》。1998年，她也登上《名利場》雜誌的封面而變得顯眼，被雜誌稱為「九十年代的It girl」。
她第二次與活地·亞倫合作，在他的1999年電影《甜蜜與卑微》中飾演一個次要角色，《Greenwich Village Gazette》稱其為「引人注目」。她在1999年電影《十三度凶間》中飾演女主角。她在2003年電影《Heavy Put-Away》中飾演一位詐騙高手的受害者，而內容是根據泰瑞·蘇瑟的故事改編的。2006年，她在浪漫喜劇電影《初学者普契尼》中主演有女同性戀的曖昧關系角色。
莫爾與努力集資拍攝《傳奇惡女》的導演瑪莉·哈龍一起合作了兩年：「我覺得我有一段時間與這部電影一起生活，當然不像瑪莉·哈龍那樣長時間，但我有一個很好的感覺，就像我知道關於貝蒂的事情，所以這個角色是我的時候，我已經準備好了，我非常有信心。我覺得我真的為它工作。」
2007年是她最忙碌的時候，有四部電影正在製作或上映中，其中包括重拍版的《決鬥猶馬鎮》，由羅素·高爾主演，以及在《大美國》中飾演與約翰·甘迺迪有曖昧的Catherine Caswell。這部電影在2009年2月上映時受到《紐約時報》評論家Stephen Holden的嚴厲批評，然而他說莫爾的角色是「表現得相當好」。
2008年4月，她開始在費城拍攝《终身职位》，與盧克·威爾遜和安迪·達利合演。儘管電影在多個電影節上放映後獲得一些好評，但電影在2010年2月只以錄影帶首映形式推出。

## 電視劇
莫爾的第一部電視作品是可口可樂廣告。她在1996年的迷你劇《Dead Man's Walk》中扮演Maggie Tilton的小角色，該劇改編自Larry McMurtry的小說。她也在《政界小人物》的幾集中演出。她是短命的電視劇《Girls Club》（2002年）中的主演，該劇是關於三名女性律師的故事。劇集沒有得到好評，並在兩集之後被取消了。
她在兩部經典電影的重拍電視電影中演出：《野餐》（Picnic，2000年）中飾演Madge Owens，以及《隔世情真》（2002年）中飾演Lucy Morgan。她於2007年1月拍攝了「豪馬克名人堂」電視電影，在《The Valley of Light》中主演，內容改編Terry Kay小說的二戰後的故事。這是她的第二部豪馬克作品。她在1996年的《落日余情》中飾演一個小角色。
她於2008年4月在美國Lifetime頻道播出的《記憶中的女兒》中飾演Norah。
她在ABC電視劇《飛越時空》中飾演Annie，這是英文同名英國電視劇《迴轉幹探》的美國重拍版。電視劇於2008年10月9日在美國播出，共播出17集，於2009年4月1日結束。
她在HBO的《酒私風雲》中飾演Gillian Darmody，這角色是一名Beaux Arts的表演女郎和黑幫吉米·達摩狄（米高·彼特 飾演）的母親。
2018年2月，她在的Netflix電視劇《七秒交關》中飾演律師Sam Henessy。2018年4月18日，Netflix確定該劇不會有第二季。

## 個人生活
她於2004年6月1日與電影導演陶德·威廉斯結婚。他們的第一個孩子Ptolemy John Williams於2007年9月10日出生。2011年2月17日，莫爾生下了他們的第二個孩子，女兒Winter Morgan Williams。在撫養Ptolemy的同時，莫爾只接靠近她在紐約市的家的工作。「我告訴我的經紀人，我不想在洛杉磯工作，即使這是世界上最棒的工作。我不想妥協。」
莫爾在美國擔任PMD基金會的全國發言人，該基金會資助研究和認識慢性兒童腦硬化症，該症是一種影響全球兒童的神經疾病。在莫爾的其中一位表親死於肌萎縮性脊髓側索硬化症（也稱為「盧·賈里格症」）後，她便加入PMD。

## 影視作品列表

### 電影
| 年份 | 譯名                   | 原名                              | 角色                           | 備註   |
| ---- | ---------------------- | --------------------------------- | ------------------------------ | ------ |
| 1996 | 《熱情Phone Call》     | Girl 6                            | Girl #12                       |        |
| 1996 | 《江湖白事》           | The Funeral                       | Helen                          |        |
| 1997 | 《忠奸人》             | Donnie Brasco                     | Sonny's Girlfriend             |        |
| 1997 | 《還我情深》           | The Last Time I Committed Suicide | Mary Greenway                  |        |
| 1997 | 不適用                 | The Deli                          | Mary                           |        |
| 1998 | 《我的愛人．你的死神》 | Too Tired to Die                  | Capri                          |        |
| 1998 | 《親親小情人》         | Music from Another Room           | Anna Swann                     |        |
| 1998 | 《天才遊戲》           | Rounders                          | Jo                             |        |
| 1998 | 《新玫瑰旅馆》         | New Rose Hotel                    | Hiroshi's Wife                 |        |
| 1998 | 《名人百態》           | Celebrity                         | Vicky                          |        |
| 1998 | 不適用                 | Finding Graceland                 | Beatrice Gruman                |        |
| 1998 | 不適用                 | Bleach                            | Gwen                           | 短片   |
| 1999 | 《十三度凶間》         | The Thirteenth Floor              | Jane Fuller / Natasha Molinaro |        |
| 1999 | 《風雲時代》           | Cradle Will Rock                  | 瑪麗恩·戴維斯                  |        |
| 1999 | 《甜蜜與卑微》         | Sweet and Lowdown                 | Ellie                          |        |
| 1999 | 《癡情狂愛》           | Forever Mine                      | Ella Brice                     |        |
| 2000 | 不適用                 | Zoe Loses It                      | Amber                          | 短片   |
| 2000 | 《致命誘惑》           | Attraction                        | Liz                            |        |
| 2000 | 《義膽流氓》           | Get Carter                        | Audrey                         | 未掛名 |
| 2003 | 《說得性起》           | The Shape of Things               | Jenny                          |        |
| 2004 | 不適用                 | Heavy Put-Away                    | Mary                           | 短片   |
| 2005 | 《傳奇惡女》           | The Notorious Bettie Page         | 貝蒂·佩吉                      |        |
| 2006 | 《初学者普契尼》       | Puccini for Beginners             | Grace                          |        |
| 2007 | 《愛情十賤事》         | The Ten                           | Gloria Jennings                |        |
| 2007 | 《天生蠢材必有用》     | Trainwreck: My Life as an Idiot   | Lynn                           |        |
| 2007 | 《決鬥猶馬鎮》         | 3:10 to Yuma                      | Alice Evans                    |        |
| 2008 | 《大美國》             | An American Affair                | Catherine Caswell              |        |
| 2008 | 《终身职位》           | Tenure                            | Elaine Grasso                  |        |
| 2014 | 《大愛晚成》           | Laggies                           | Bethany                        |        |
| 2015 | 《真實的故事》         | True Story                        | Karen Hannen                   |        |
| 2015 | 《鈍感之愛》           | Anesthesia                        | Sarah                          |        |
| 2016 | 《海邊的曼徹斯特》     | Manchester by the Sea             | Elise                          |        |
| 2016 | 《爸不得回家》         | A Family Man                      | Elise Jensen                   |        |
| 2019 | 不適用                 | Arara                             | Grace                          |        |
| 2021 | 《假陽性》             | False Positive                    | Dawn                           |        |

### 電視節目
| 年份      | 譯名                    | 原名                         | 角色                | 備註                                                                |
| --------- | ----------------------- | ---------------------------- | ------------------- | ------------------------------------------------------------------- |
| 1996      | 不適用                  | Dead Man's Walk              | Maggie              | 電視迷你劇                                                          |
| 1996      | 《政界小人物》          | Spin City                    | Gwen                | "Pride and Prejudice"                                               |
| 1996      | 《落日余情》            | Calm at Sunset, Calm at Dawn | Emily               | 電視電影                                                            |
| 2000      | 《野餐》                | Picnic                       | Madge Owens         | 電視電影                                                            |
| 2002      | 《隔世情真》            | The Magnificent Ambersons    | Lucy Morgan         | 電視電影                                                            |
| 2002      | 不適用                  | Girls Club                   | Lynne Camden        | 主要角色                                                            |
| 2002      | 《初贞·虐狂·性爱·光明》 | Freshening Up                | Janelle             | 電視短片                                                            |
| 2007      | 《真愛復甦》            | The Valley of Light          | Eleanor             | 電視電影                                                            |
| 2008      | 《記憶中的女兒》        | The Memory Keeper's Daughter | Norah Henry         | 電視電影                                                            |
| 2008–2009 | 《飛越時空》            | Life on Mars                 | Annie Norris        | 主要角色                                                            |
| 2010–2014 | 《酒私風雲》            | Boardwalk Empire             | Gillian Darmody     | 常設角色（第1季）9集；主要角色（第2–5季）30集                       |
| 2015      | 《丛林中的莫扎特》      | Mozart in the Jungle         | Nina                | 常設角色                                                            |
| 2016      | 《機遇》                | Chance                       | Jaclyn Blackstone   | 主要角色                                                            |
| 2018      | 《暗夜飛行者》          | Nightflyers                  | Dr. Agatha Matheson | 主要角色                                                            |
| 2018      | 《七秒交關》            | Seven Seconds                | Sam Hennessy        | 常設角色                                                            |
| 2020      | 《迷離境界》            | The Twilight Zone            | Mrs. Warren         | 單集："You Might Also Like"                                         |
| 2020      | 《新梅森探案》          | Perry Mason                  | Linda               | 單集："Chapter One"（聲演）、"Chapter Four"（聲演）、"Chapter Five" |

## 外部連結
- Gretchen Mol在互联网电影资料库（IMDb）上的資料（英文）
- Gretchen Mol shares her favorite NY places at ontheinside.info
- Gretchen Mol gets notorious as pinup legend Bettie Page at Popentertainment.com, April 17, 2006. (accessed May 31, 2010)
- interview at SuicideGirls.com （页面存档备份，存于）